# حبس قارة (رواية)
حبس قارة هي رواية للمفكر والروائي المغربي سعيد بنسعيد العلوي، صدرت سنة 2022 عن المركز الثقافي للكتاب بالدار البيضاء. تنتمي الرواية إلى جنس الرواية الفكرية، حيث يتقاطع فيها التخييل مع التأمل الفلسفي والتاريخي في علاقة الذات بالآخر، والشرق بالغرب، من خلال تواشج محكم بين زمنين وشخصيتين: الرسام الفرنسي أوجين دولاكروا والطالب المغربي عبد الجبار.

## ملخص الرواية
تنطلق الرواية من سرد حكايتين متوازيتين: الأولى تعود إلى سنة 1832م مع زيارة الرسام الفرنسي أوجين دولاكروا إلى المغرب ضمن البعثة الدبلوماسية الفرنسية، حيث يزور حبس قارة بمكناس وينبهر بطابعه الأسطوري والزخرفي. أما الثانية، فتدور في سبعينيات القرن العشرين، حيث يقرر طالب مغربي يدعى عبد الجبار إنجاز بحث جامعي حول "حبس قارة"، ويبدأ رحلة بحثٍ تقوده إلى مكناس وطنجة ووليلي، في محاولة لإعادة تركيب تاريخ ذلك المكان. يمتزج صوت الطالب بصوت الرسام، وتختلط الأزمنة، في لعبة سردية تتقاطع فيها الوثائق التاريخية مع الخيال الأدبي.

## البنية السردية والمرجعيات الفنية
تعتمد الرواية على بنية سردية مزدوجة تقوم على التوازي الزمني والشخصي، حيث تتناوب الفصول بين مذكرات دولاكروا وتأملات عبد الجبار. يستند الكاتب إلى أسلوب متعدد الطبقات، يوظف فيه تقنية الاسترجاع، واليوميات،والمونولوج الداخلي، والتعليق الفلسفي. كما يتم توظيف نصوص ووثائق حقيقية، منها مذكرات دولاكروا، مما يمنح الرواية طابعًا توثيقيًا مميزًا.تستثمر الرواية مرجعيات فنية وتاريخية متعدّدة: من الاستشراق إلى الرحلة، ومن الرواية التاريخية إلى الرواية الفلسفية، مما يمنحها تعددًا دلاليًا وانفتاحًا ثقافيًا واسعًا. ويظهر ذلك من خلال المقارنة الضمنية بين رؤية دولاكروا للشرق، بوصفه فضاء غرائبيًا، ورؤية الطالب المغربي لتاريخ بلاده، بوصفه تركةً من الغموض والسكوت الرسمي.

## الموضوعات والأسلوب
الرواية مسكونة بأسئلة تتعلق بالهوية، والتمثيل، والذاكرة، والسلطة، والآخر. ويتجلى ذلك من خلال التقابل بين نظرة الفنان الأوروبي الباحث عن الإلهام الشرقي، ونظرة المثقف المغربي الباحث عن الجذور والمعنى. كما تحضر أسئلة العلاقة بين الأنا العربي والآخر الغربي، وبين الماضي والحاضر، بشكل ضمني، عبر حوارات داخلية وتأملات فلسفية كثيفة.أما الأسلوب الروائي لسعيد بنسعيد العلوي فيتسم بالجمع بين السرد الأدبي والتأمل الفلسفي، وهو ما يميز الرواية عن غيرها. فالأحداث لا تُروى لمجرد الحكاية، بل لتُستخدم أداة للتفكير، ولتشكيل خطاب نقدي حول الاستشراق، والمؤسسة الأكاديمية، والسياسة الثقافية، وموقع الذات في العالم المعاصر.

## التلقي والانتقادات
نالت الرواية اهتمامًا نقديًا معتبرًا في الأوساط الأدبية والفكرية المغربية والعربية، واعتُبِرت نموذجًا متقدّمًا للرواية الفكرية المغربية. واعتبرها بعض النقاد استمرارًا لمشروع العلوي في التأمل بالهوية المغربية، ولكن بصيغة سردية هذه المرة. غير أن البعض رأى أن الطابع الفلسفي يغلب أحيانًا على الجانب التخييلي، مما يثقل الإيقاع السردي ويحدّ من جمالية التلقي.